# Ringlinje

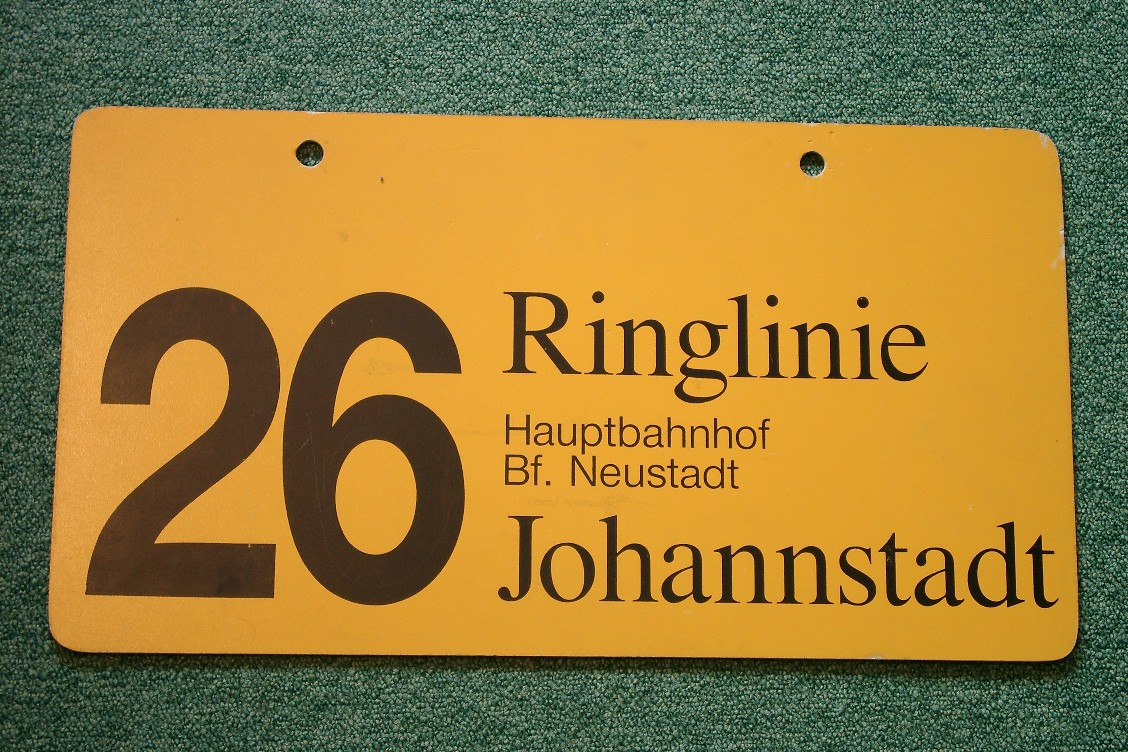
Skylt från ringlinje 26 i Dresden.

Ringlinje är kollektivtrafikled som går i ring, ursprungligen en spårvägslinje som går ring inom en stad (och således saknar ändhållplatser). Ordet har också i bestämd form, Ringlinjen använts som namn på sådan linje. Dylika spårvägslinjer har i Sverige funnits i Stockholm, Göteborg, Malmö och Norrköping. Ringlinjer kan dock även avse andra kommunikationsmedel som buss, tunnelbana och järnväg.